# Tracks (Bruce Springsteen)
Tracks è la seconda compilation del cantautore statunitense Bruce Springsteen pubblicata nel 1998 dalla Columbia Records in un cofanetto di 4 CD che raccoglie 66 tracce (di cui solo 10 già pubblicate, in gran parte come lati B di singoli) che ripercorrono la carriera di Springsteen dalle prime audizioni per la Columbia Records, risalenti al 1972, al 1998.

## Tracce

### Disco 01
1. Mary Queen of Arkansas – 4:28
2. It's Hard to Be a Saint in the City  – 2:55
3. Growin' Up – 2:40
4. Does This Bus Stop at 82nd Street? – 2:403
5. Bishop Danced – 4:21
6. Santa Ana – 4:37
7. Seaside Bar Song  – 3:34
8. Zero and Blind Terry – 5:57
9. Linda Let Me Be the One – 4:27
10. Thundercrack – 8:28
11. Rendezvous – 2:151
12. Give the Girl a Kiss – 3:55
13. Iceman – 3:18
14. Bring on the Night  – 2:40
15. So Young and in Love – 3:49
16. Hearts of Stone – 4:31
17. Don't Look Back – 3:00

### Disco 02
1. Restless Nights – 3:47
2. A Good Man Is Hard to Find (Pittsburg) – 3:15
3. Roulette – 3:55
4. Dollhouse – 3:34
5. Where the Bands Are – 3:46
6. Loose Ends – 4:03
7. Living on the Edge of the World – 4:19
8. Wages of Sin – 4:54
9. Take 'Em as They Come – 4:30
10. Be True – 3:41
11. Ricky Wants a Man of Her Own – 2:47
12. I Wanna Be with You – 3:23
13. Mary Lou – 3:22
14. Stolen Car - Alternate Version – 4:31
15. Born in the U.S.A. - Demo Version – 3:11
16. Johnny Bye-Bye – 1:52
17. Shut Out the Light  – 3:51

### Disco 03
1. Cynthia – 4:15
2. My Love will Not Let You Down – 4:26
3. This Hard Land– 4:50
4. Frankie – 7:24
5. TV Movie – 2:46
6. Stand on It – 3:07
7. Lion's Den – 2:19
8. Car Wash – 2:08
9. Rochaway the days – 4:43
10. Brothers Under the Bridges ('83) – 5:08
11. Man at the Top – 3:24
12. Pink Cadillac – 3:36
13. Two for the Road – 2:00
14. Janey Don't You Lose Heart – 3:27
15. When You Need Me – 2:57
16. The Wish – 5:18
17. The Honeymooners – 2:07
18. Lucky Man – 3:30

### Disco 04
1. Leavin' Train – 4:07
2. Seven Angels – 3:28
3. Gave It a Name – 2:51
4. Sad Eyes – 3:50
5. My Lover Man – 3:59
6. Over the Rise – 2:40
7. When the Lights Go Out – 3:07
8. Loose Change  – 4:22
9. Trouble in Paradise – 4:43
10. Happy – 4:54
11. Part Man, Part Monkey – 4:31
12. Goin' Cali – 3:04
13. Back in Your Arms – 4:22
14. Brothers Under the Bridge ('95) – 7:39

## Classifiche
| Eventuale singolo dell'album | Anno | Classifica             | Massima posizione raggiunta |
| ---------------------------- | ---- | ---------------------- | --------------------------- |
| I Wanna Be with You          | 1998 | Mainstream Rock Tracks | 33                          |
| Album completo               | 1998 | The Billboard 200      | 27                          |